# Marknadsmiljö
Marknadsmiljö eller marknadsomgivning är de aktörer och krafter som påverkar ett företags förmåga att skapa och upprätthålla framgångsrika relationer med företagets kunder. Genom att analysera marknadsmiljön kan företag tidigt upptäcka möjligheter och hot. Marknadsmiljön delas upp i en mikromiljö och en makromiljö.

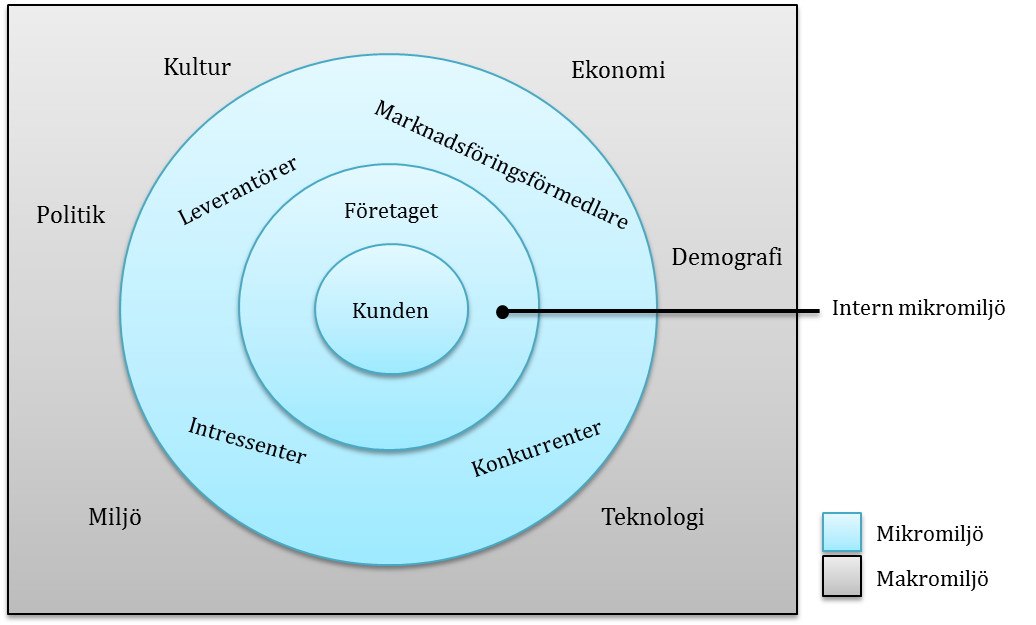
En figur som beskriver marknadsmiljöns uppdelning, med kunden i centrum.

Kunder, företaget, leverantörer, marknadsföringsförmedlare, konkurrenter och intressegrupper utgör tillsammans mikromiljön. I centrum för mikromiljön återfinns kunder och det är dem företaget strävar efter att stärka sina relationer till. Företaget i sig utgör den interna delen i marknadsmiljön. De externa parterna i mikromiljön är nära knutna till företaget och företaget kan påverka dessa i viss utsträckning. Alla aktörer i mikromiljön bidrar på ett eller annat sätt med viktig information som företaget har nytta av i olika sammanhang.
Till skillnad från mikromiljön, har företag ingen kontroll över de större samhälleliga krafter som omfattar makromiljön. Makromiljön som i sin tur påverkar mikromiljön delas in i politiska, ekonomiska, demografiska, teknologiska, naturliga och kulturella faktorer.  Trots att de är bortom kontroll påverkar de beslut som fattas genom att bland annat skapa möjligheter eller utgöra hot. Marknadsmiljön förändras ständigt både på mikro- och makronivå och det gäller för företagen att studera den för att kunna använda sig av det förändringen för med sig.

## Mikromiljö
Mikromiljön utgörs av olika interna- samt externa aktörer. Den interna aktören är företaget och dess avdelningar, medan de externa aktörerna är leverantörer, marknadsföringsförmedlare, konkurrenter, intressegrupper samt kundmarknader där kunderna är den viktigaste intressenten.

### Företaget och dess avdelningar
Vid marknadsföringsplaner tar marknadsföringsgrupper hjälp av sitt företags andra avdelningar. Exempel på interna avdelningar kan vara redovisningsavdelningen, forskar- & utvecklingsavdelningen, inköparna och huvudledningen.
Alla avdelningar försöker jobba ihop för att nå sina mål, tillfredsställa kunder och för att öka försäljningen. Även avdelningar som inte alltid har en nära relation till kunder så som IT-avdelningen & redovisningsavdelningen, har ändå en betydelse för marknadsföringsplaner. Exempelvis har den finansiella avdelningen (ekonomer, redovisningsekonomer, med flera) koll på likvida medel i företaget, detta i sin tur avgör hur mycket marknadsföringsavdelningen kan spendera.

### Leverantörer
Leverantörer är de som förser företag med råvaror, material, med mera, som företaget i sin tur bearbetar, eller direkt säljer vidare och tjänar pengar på. Företag bör sträva efter en nära och god relation till sina leverantörer. Enligt Kotler et al. (2013), skulle en prisökning hos en leverantör möjligtvis ha en stor påverkan på företag i form av att försäljningspriser skulle kunna öka och detta skulle då kunna dra ner på försäljningsvolymen.

### Marknadsföringsförmedlare
Marknadsföringsförmedlare hjälper företag att sälja, distribuera samt marknadsföra. Exempel på förmedlare kan vara återförsäljare, finansförmedlare samt marknadsförare.
Återförsäljare är distributörer som hjälper företaget att hitta kunder och sälja deras produkter. På så sätt kan företaget som producerar varorna få en ökad försäljning, men det får även återförsäljaren när kunder går och handlar.
Marknadsförare är de som kan hjälpa företag med reklam och att synas för kundgrupper. De försöker hitta kunder till företag som anlitar dessa marknadsförare och sikta sig in på rätt målgrupper för företaget och marknadsföra deras produkter/tjänster.
Finansförmedlare är exempelvis kreditinstitut och försäkringsbolag. Det är dessa som kan hjälpa företag när de exempelvis vill ta risker genom att ge företaget lån. Även vid olyckor kan det vara bra att ha försäkringar som skyddar människorna i företaget eller godset vid en leverans.

### Konkurrenter
Företagets konkurrenter är andra företag som säljer liknande varor eller tjänster inom samma marknad. För att ett företag skall kunna bli framgångsrikt på marknaden så krävs det att företaget kan förse kunder med större värde än sina konkurrenter. Det räcker därför inte för företaget att endast anpassa sig efter behoven hos sina kunder, företaget behöver också överväga sin egen storlek och position inom industrin samt positionera sina erbjudanden i tankarna hos sin kundmålgrupp i förhållande till konkurrenterna. Genom att göra detta så utvecklar företaget ett strategiskt övertag över sina konkurrenter.

### Intressenter
Ett företags intressenter är alla typer av grupper som har intresse av- eller påverkan på ett företags förmåga att uppnå sina mål. Det går att identifiera totalt sju kategorier av intressenter: .
- Finansiella intressenter är grupper som kan påverka företagets förmåga att erhålla finansiella medel så som till exempel banker eller aktieägare.[11]
- Media intressenter är företagets intressenter och består av bland annat tidningar, radio, tv, internetbloggar vilka kan ge information till- samt påverka företagets image hos dess befintliga eller potentiella kunder.[11]
- Politiska intressenter är en av företagets intressenter eftersom det kan påverka företaget genom att införa nya lagar och regler som har effekt på företagets verksamhet, till exempel nya lagar gällande miljöförordningar.[11]
- Medborgaraktionsintressenter är grupper så som kundorganisationer och miljöorganisationer vilka kan sätta press på företag om de inte stödjer någon aspekt av företagets verksamhet.[11]
- Lokala intressenter är bland annat boende i närområdet samt lokala samhällsorganisationer. De påverkar företagets verksamhet genom att de kan ifrågasätta ett företags effekt på närområdet.[11]
- Allmänheten tillhör också företagets intressenter och påverkar företaget genom att dess uppfattning av företaget kommer att påverka försäljning.[11]
- Interna intressenter inkluderar alla anställda, styrelse med mer inom företaget och påverkar företaget genom att till exempel de anställdas bild och uppfattning av företaget kan föras över till de externa intressenterna.[11]

Det gäller för ett företag att skapa planer för hur det bör bemöta och hantera dessa olika intressenter för att kunna bygga goda relationer med dem.

### Kundmarknader
Ett företag kan rikta sig till en eller flera av de fem olika typerna av kundmarknader vilka inkluderar konsumentmarknader, företagsmarknader, regeringsmarknader, återförsäljningsmarknader och internationella marknader. Konsumentmarknader består av individer och hushåll som gör sina inköp av varor och tjänster med ändamålet att personligen konsumera dessa. Företagsmarknader syftar på de företag som förvärvar varor och tjänster med ändamålet att använda dessa i företagets egen verksamhet. Regeringsmarknader är de olika typer av myndigheter som anskaffar varor och tjänster vilka de antingen använder för att producera tjänster till allmänheten eller vilka de transporterar till andra som är i behov av dessa. Återförsäljningsmarknader består av återförsäljare vilka köper varor och tjänster med förhoppningen  att sälja vidare dessa med vinst. Internationella marknader består av de tidigare nämnda kundmarknaderna med skillnaden att dessa inte befinner sig i samma land som företaget.

## Makromiljö
Makromiljön innehåller normalt faktorer som företagen inte kan kontrollera, men måste anpassa sig efter och som i sin tur påverkar mikromiljön. Makromiljön kan delas upp sex delar: politik, ekonomi, demografi, teknologi, miljö och kulturella.

### Politisk och social omvärld
För att inte företag skall kunna bedriva sin försäljning och marknadsföring hur som helst har det skapats lagar för företagen att följa av Europeiska kommissionen som gäller i de länder som är medlemmar i Europeiska unionen. Lagarna har skapats av en av anledningarna för att skydda företag mot varandra. Har ett företag starka konkurrenter bildas det ofta fejder mellan företagen och då är lagarna där för att förhindra illojal konkurrens. Lagarna skyddar också bland annat kunder från otillbörliga affärsmetoder så företagen inte kan sälja dåliga produkter och ge ut missledande annonsering. Lagarna är fasta i alla EU:s länder men varje år görs det regleringar på lagarna som företagen kan utnyttja, det krävs att företagen lägger ner mycket tid på att hålla sig uppdaterade med regleringarna.
Sociala koder och etiska direktiv hjälper till att fånga upp olämpliga beteenden inom marknadsföring som inte lagar och regleringar täcker. Företag som är medvetna om sociala koder och etiska direktiv råder chefer och medarbetare att fokusera på socialt ansvarstagande genom att se till att kunderna och samhället får det bästa på lång sikt.

### Ekonomisk omvärld
De ekonomiska faktorerna kan variera från land till land. Varor och material till industrin kan variera i pris beroende på marknaden. Hur den ekonomiska tillväxten är i ett land eller globalt, påverkar även anställning och arbetslöshet. Ett lands ekonomiska tillstånd är väldigt intressant för många företag och investerare och för att mäta detta görs ett (BNP) bruttonationalprodukt en gång i kvartalet. Ju mer ett företag vet om hur deras kunder spenderar sina pengar desto bättre kan det anpassa sin försäljning och marknadsföring.
Förändringar hos hushållens inkomst, levnadskostnader och spar- och lånemönster är något som marknadsförare och företag bör ta hänsyn till då det kan utnyttjas som en fördel om förändringar upptäcks i ett tidigt skede. Om den ekonomiska omvärlden ändras kan det även påverka ett företags möjligheter och hot. Till exempel ett ökat miljötänk innebär hot för flygbolag och företag som säljer personbilar, medan tågbolag ser detta som en möjlighet.

### Demografisk omvärld
Demografi är “läran om, och studier av, populationen på en viss marknad - ofta ett land - i termer av storlek, täthet, var de bor, ålder, kön, yrke och andra faktorer som kan fastställas statistiskt” . En central faktor i begreppet demografi är förändring av åldersgrupper över tid.
Baby boomers är den grupp individer som är födda mellan 1945 och i slutet av 1950- talet. Denna generation växte upp i en tid med en stark köpkraft. Generation X är “individer födda mellan tidigt 1960-tal och sent 1970-tal”  . Denna generation kännetecknas som eftertänksamma och är väldigt måna om att noga ta reda på produkterna som de funderar på att köpa. Generation Y är “individer födda mellan sent 1970-tal och mitten av 1990-talet” . Datorer och internet är något som många i denna generation är vana vid. Denna generation har oftast ett starkt bekräftelsebehov som väger tyngre än vad tidigare generationer har.

### Teknologisk omvärld
Tekniken driver ständigt marknaden framåt med nya uppfinningar som förenklar vardagslivet och kan skapa möjligheter för den framtida marknaden. Företagen undersöker marknaden för att veta när kunderna tycker tekniken tar över. Var tycker kunderna att gränsen ligger från det att tekniken underlättar deras köpbeslut till att företagen gör intrång på deras personliga liv.  När en ny teknologi introduceras på marknaden blir en annan bortglömd eftersom den byts ut av kunder mot den bättre, då gäller det för företagen att undersöka marknaden så deras produkt inte byts ut av en mer avancerad teknologi.

### Ekologisk omvärld
Den naturliga miljön syftar på de naturresurser som marknadsförare behöver förvärva för tillverkning av andra varor eller som påverkas av marknadsföringsaktiviteter.
Faktorer som påverkar företaget inom detta område är bristen på råvaror, ökad förorening och ökad statlig inblandning. Bristen på råvaror leder till att företag vars verksamhet är beroende av icke förnyelsebara resurser som till exempel olja upplever allt ökande kostnader för anskaffning av resurserna. Företag kan bidra till ökad miljöförstöring och förorening i naturen genom exempelvis deponering av kemiskt- eller radioaktivt avfall, aktiviteter som dessa påverkar allmänhetens uppfattning av företaget. Statlig inblandning i förvaltning av naturresurser, vilket sker framförallt i de rikare delarna av världen, innebär mer förordningar gällande det ansvar företag skall ta gentemot miljön.
Många företag anstränger sig för att hitta hållbara strategier då intresset för miljö och hållbarhet har ökat. Men det är svårt att ändra sin produktion, som ofta är det som krävs, speciellt om det innefattar att öka priserna då det är hård konkurrens i  dagens hög konsumerande samhälle.

### Kulturell omvärld
Kulturen i ett samhälle påverkar kund beteendet. Institutioner och andra krafter (attityder och värderingar) utgör den kulturella makromiljön. Beroende på vilket samhälle man lever i kommer den specifika kulturen i samhället att påverka hur individen tänker och agerar. Företagen måste därmed anpassa bland annat sitt utbud för att på ett bra sätt kunna matcha målgruppen i den givna miljön. Klädföretagen kommer att behöva ändra sitt utbud när samhället väljer en klädstil över en annan. Att svara på samhällets behov på makronivå är viktigt eftersom det leder till fler kunder på mikronivå. Det är viktigt för företag att hålla sig uppdaterade i samhället för att företaget inte ska tappa popularitet på marknaden.
Människor är alla unika och har sina olika värderingar och övertygelser. Det finns kärnövertygelser som barn får av sina föräldrar och sådana som finns förstärkta i bland annat skola, kyrkor och i regeringen. Sekundära övertygelser syftar till de övertygelser och värderingar som är öppna för förändring. Ett exempel på en sekundär övertygelse kan vara att man anser att människor borde gifta sig i tidig ålder, medan att tron på äktenskap skulle utgöra en kärnövertygelse. Trots att kärnövertygelserna är relativt beständiga kan även skiftningar förekomma, men är mer vanliga på det sekundära planet. 

## Analys av marknadsmiljö
Genom att vara uppmärksam på förändringar i marknadsmiljön och analysera dessa förändringar kan företag undvika risker och utnyttja möjligheter. Företag kan  tillåta att marknadsmiljön är en styrande faktor för hur företagets strategier ska utformas eller så kan man välja att utveckla strategier som kommer att förändra marknadsmiljön. Företag kan agera för att förändra marknadsmiljön genom att bland annat gå ut med annonser som kan komma att förändra den allmänna åsikten om ett visst ämne. Det är dock svårare för företag att påverka större samhälleliga faktorer såsom politik och kultur. I sådana fall gäller det för företag att följa förändringen i marknadsmiljön och agerar utifrån det. Det finns ett faktum som sammankopplar företag av alla typer och storlekar, nämligen det faktum att marknadsmiljön är i ständig och rapid förändring. 
When the rate of change inside the company is exceeded by the rate of change outside the company, the end is near. (Jack Welch)
Analys av marknadsmiljön hjälper företagen att ligga i fas med förändringarna eller påverka marknadsmiljön för egen nytta. Bra och detaljerad förståelse för marknadsmiljön är en förutsättning för att sedan kunna utveckla en marknadsstrategi med fokus på att skapa och upprätthålla långsiktiga relationer med företagets kunder. Analysprocessen kan se olika ut för olika företag, men majoriteten väljer ett stegvist tillvägagångssätt.

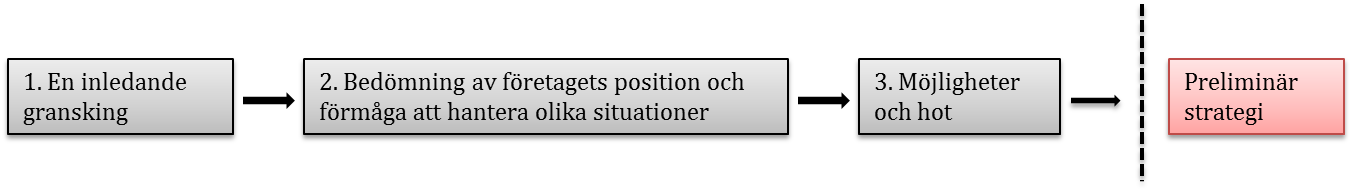
En alternativ, stegvis analysprocess för marknadsmiljön.

Analysprocessen startar med att företaget granskar miljön och sannolikheten att den förändras. Det tas fram en lista på de faktorer som troligtvis kommer att ha en inverkan på företaget i syfte att utveckla en djupare förståelse för hur de har och kan påverka företaget. Det finns olika verktyg företag kan använda sig av för att granska olika externa faktorer. PESTLE (Political, Economic, Social, Technological, Legal, Environmental) är ett verktyg som företag kan använda sig av och som har kommit att bli ett populärt verktyg för identifiering av de externa faktorer i marknadsmiljön som påverkar företagets strategi. Ett exempel på när det är viktig att använda sig av en PESTLE analys är när man som företag etablerar sig i en ny region eller ett land för att inte motstrida lagarna. PESTLE används för analys av större faktorer i makromiljön, men för att undersöka de externa parterna i mikromiljön kan man bland annat göra en konkurrensanalys och Boston-matrisen kan användas vid analys av den interna mikromiljön.
Därefter kan en bedömning göras för vad för slags miljö det rör sig om. Det finns allt ifrån enkla miljöer till allt mer komplexa och dynamiska sådana.  De enkla miljöerna är säkra, okomplicerade, mer förutsägbara, stabila och förändringar är inte plötsliga utan långsamma. En dynamisk miljö kännetecknas av den höga frekvensen av förändring, framförallt när det kommer till tekniken som är ständigt föränderlig och därför måste företag som befinner sig i en dynamisk miljö blicka framåt för att inte få bakslag. Komplexitet är däremot resultatet av antingen den mängd information som krävs för att handskas med de externa faktorerna, mångfalden av de eller i vilken utsträckning de är sammankopplade. I en komplex miljö måste företag hantera många faktorer samtidigt i en snabbt föränderlig miljö. De två distinkta komponenter som marknadsmiljön delas in i, benämnda mikromiljö och makromiljö, kan i sin tur vara enkla, komplexa eller dynamiska.
När företaget har identifierad vilken miljö man befinner sig i bör de i det andra steget undersöka vilken position de har i den aktuella marknadsmiljön. Företag kan ställa sig frågan huruvida de kan hantera eventuella påfrestningar som kan uppkomma bland annat på grund av rådande konkurrenter. Att ha kännedom om företagets styrkor och svagheter kan vara väsentligt i detta stadium.
I det tredje steget kombinerar man de kunskaper man tagit fram för att identifiera eventuella möjligheter och hot. En kombination av exempelvis PESTLE-faktorer och externa faktorer i mikromiljön kan klassificeras som möjligheter eller hot i en SWOT- analys. Beroende på hur mycket dessa externa faktorer påverkar företaget kan det behövas ytterligare analys. För att kunna hantera dessa möjligheter och hot på ett effektivt sätt behöver företaget ha god vetskap om dess styrkor.
I slutsteget har företaget efter analys och identifiering av vad för sorts miljö man befinner sig i samt vilka faktorer som påverkar den och till vilken grad, ta fram en preliminär marknadsstrategi.